# Vittoriale degli italiani
Le Vittoriale degli italiani est un complexe composé de monuments, de rues, de places, d'un théâtre à ciel ouvert, de jardins et de cours d'eau situé à Gardone Riviera, sur les bords du lac de Garde. Il a été construit entre 1921 et 1938 pour Gabriele D'Annunzio avec l'aide de l'architecte Giancarlo Maroni (1893-1952), en hommage à la grandeur du poète-soldat et des italiens de la Première Guerre mondiale.
Sur ordre de Mussolini, l'État italien finança très largement les aménagements fastueux voulus par D'Annunzio, qui y résidait. C'était pour Mussolini une façon de tenir à bonne distance de Rome un personnage dont la popularité risquait de lui faire de l'ombre.
Par synecdoque, le nom de Vittoriale degli italiani sert seulement à nommer la maison d'Annunzio située à l'intérieur du complexe.
Le Vittoriale est aujourd'hui une fondation ouverte au public, visitée chaque année par environ 200 000 personnes.

## Le complexe monumental

### Le Priora

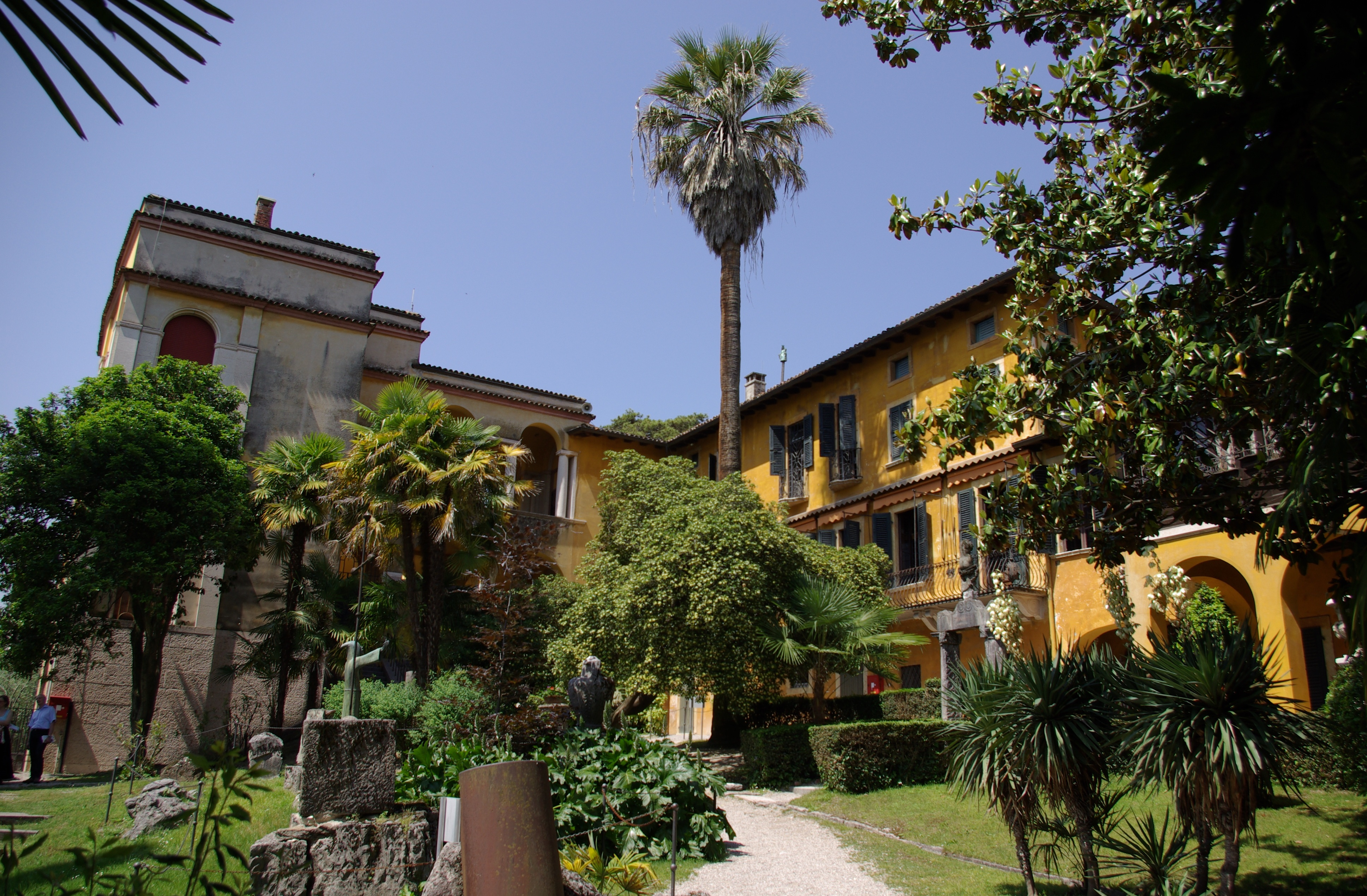
La Priora.

Anciennement maison du critique d'art allemand Henry Thode, la Priora fut nommée ainsi d'après la maison du prieuré. La façade du Priora date du XVIIIe siècle mais elle fut embellie et restructurée par l'architecte Maroni entre 1923 et 1927 avec l'ajout d'anciens blasons de manière à ajouter une ressemblance avec le palais Pretorio d'Arezzo. Au centre de la façade se trouve un emblème représentant un lévrier surmontant la devise Né più fermo né più fedele Ni plus ferme, ni plus fidèle). Le portail d'entrée est décoré par deux personnifications de la Victoire qui sont attribuées à l'architecte et sculpteur italien Jacopo Sansovino (1486 - 1570) tandis que, sur le tympan de la porte, en-dessous d'une Victoire de Guido Marussig (1885 - 1972), est gravée la devise Clausura, fin che s'apra - Silentium, fin che parli (Fermée, jusqu'à ce qu'elle s'ouvre - Silencieuse, jusqu'à ce qu'elle parle).
Les salles intérieures (19 à l'origine, portées à 36, petites et obscures), très décorées et surchargées de livres (33 000) et de bibelots symboliques chers à D'Annunzio (10 000 au total), permettent au visiteur de faire en quelque sorte un voyage dans l'imaginaire du poète-soldat.
On peut citer les deux antichambres symétriques (l'une pour les visiteurs bienvenus et l'autre pour les indésirables - dont Mussolini faisait partie), la Chambre d'amour (Stanza della Leda), la Chambre des reliques, la Chambre de la musique (avec le piano de Liszt), la Chambre du lépreux (ainsi dénommée par D'Annunzio qui se savait tenu à l'écart de la vie politique romaine), le long couloir aménagé en Chemin de Croix (Via crucis), la bibliothèque (baptisée Schifamondo), la Chambre des Reliques (Stanza delle reliquie) qui reflète la vision pour le moins originale de D'annunzio face au fait religieux en regroupant des objets votifs de quasiment toutes les religions connues, auxquels D'Annunzio avait tenu à rajouter le volant tordu d'un racer motonautique détruit dans l'accident mortel de son ami Henry Segrave lors d'une tentative de record, érigée en « relique de la religion du courage », l'extraordinaire salle de bains bleue (bagno blu), décorée d'azulejos et de carreaux de Delft anciens, qui comptaient 900 objets, et la salle à manger d'apparat (Stanza delle Cheli), décorée d'une carapace de tortue incrustée de pierres précieuses (référence au chapitre IV d'À rebours de J.-K. Huysmans).
D'Annunzio, qui n'écrit presque plus, vit les 17 dernières années de sa vie terré dans cette demeure avec ses lévriers, servi par 15 domestiques, usant de la cocaïne ainsi que de nombreuses maîtresses. Mussolini finance les nombreuses dépenses de l'écrivain, tenu ici à l'écart, à condition que le domaine revienne à l'État italien. Le 22 décembre 1923, deux ans après son installation, le poète signe l'acte de donation. Il y meurt en 1938.

### L'amphithéâtre

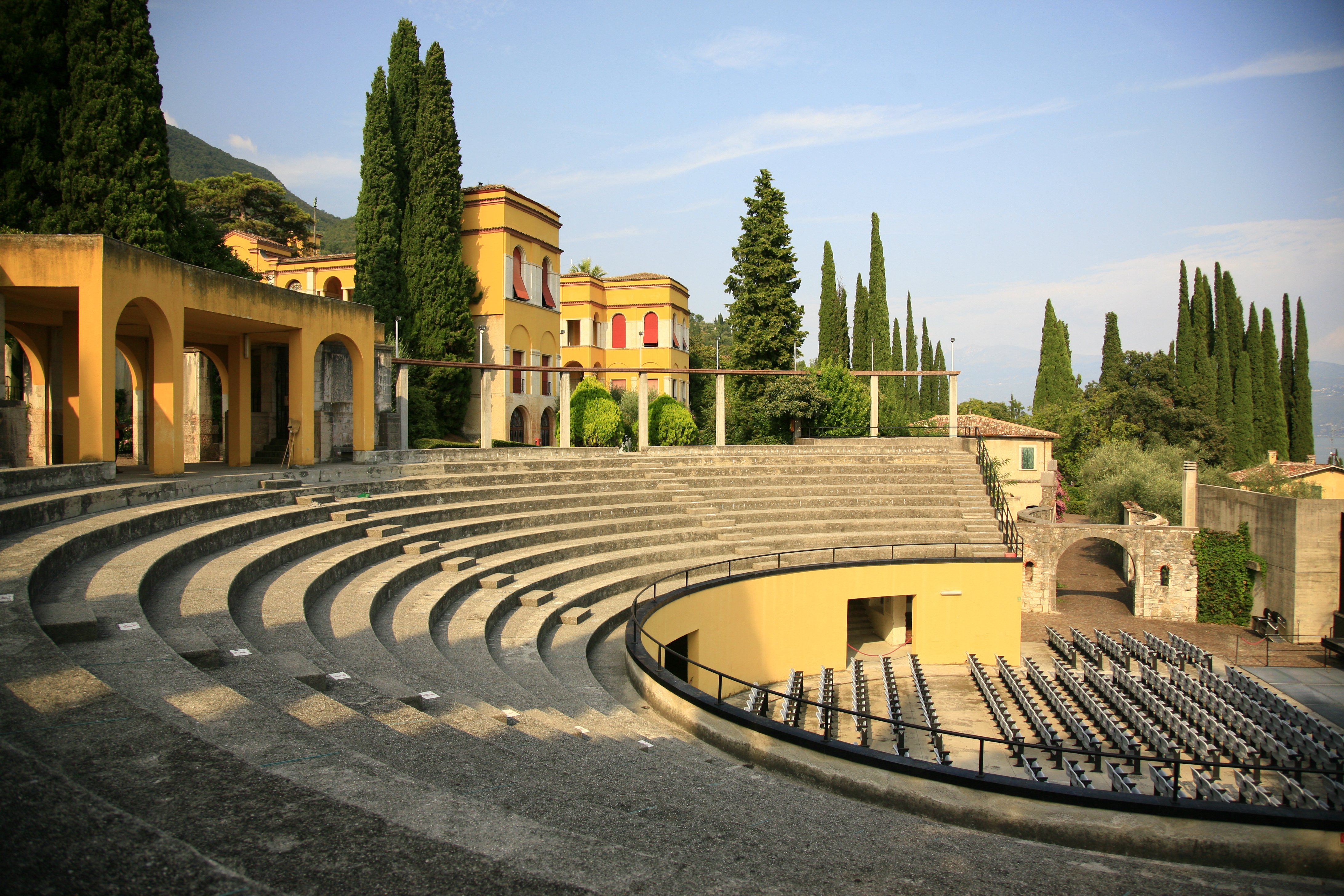
L'amphithéâtre.

L'amphithéâtre est le premier édifice qu'aperçoivent les visiteurs et les touristes après l'entrée. Il fut bâti par l'architecte italien Giancarlo Maroni (1893 - 1952) en prenant exemple sur les différentes vestiges des théâtres de Pompéi. Grâce à sa situation et au paysage dégagé, l’Amphithéâtre offre une vue directe sur le Lac de Garde.
Pendant l'été, il est utilisé comme lieu de spectacle à ciel ouvert. En 2008, il accueillit le Festival del Vittoriale auquel participèrent le chanteur de soul italien Mario Biondi (musicien), le compositeur et producteur de musique américain Arto Lindsay, le musicien-compositeur yougoslave Goran Bregović, l'auteur-compositeur-interprète et musicien italien Franco Battiato, le groupe de rock alternatif américain Counting Crows, le jam band australien The John Butler Trio, l'acteur de cinéma italien Alessandro Preziosi, l'auteur-compositeur-interprète et chanteur italien Paolo Conte, l'acteur et auteur italien Ascanio Celestini, le musicien britannique Paul Weller ou encore la musicienne et chanteuse américaine Patti Smith.
Sous l'amphithéatre a été aménagé un musée, dit Museo D'Annunzio intimo, consacré aux femmes qui ont compté dans la vie de l'écrivain (notamment l'actrice Eleonora Duse).

### Le mausolée

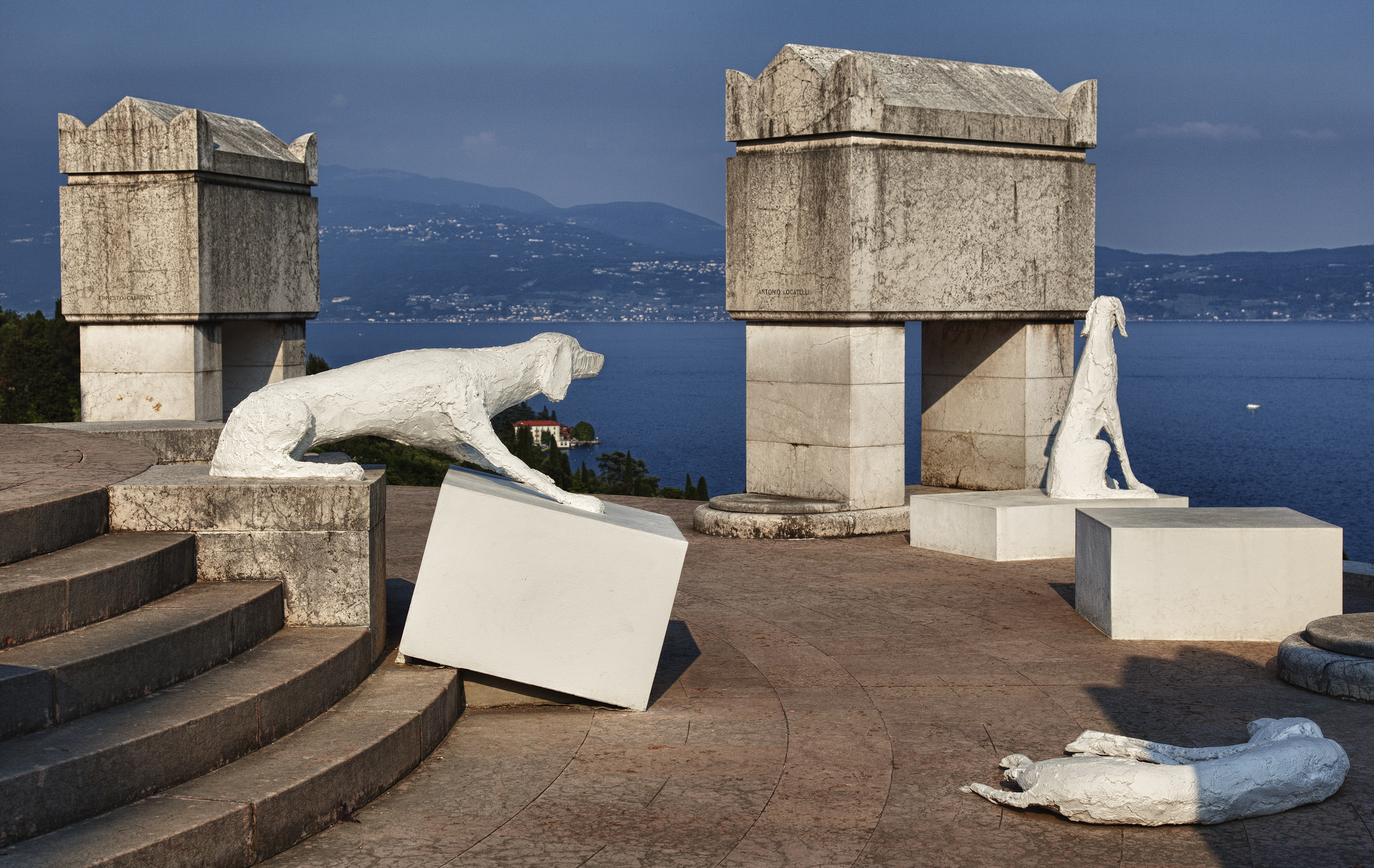
Le mausolée, entouré de statues de lévriers.

Cette construction circulaire se situe au point le plus élevé du parc du Vittoriale : les galeries des sous-sols sont tapissées de plaques commémoratives ayant appartenu à des soldats italiens tombés lors de la guerre de 1914-1918, tandis que la terrasse circulaire supérieure (Belvedère avec vue sur le lac de Garde) porte une série de hauts piliers de pierre sur lesquels ont été érigés des sarcophages dans le style mérovingien contenant les dépouilles mortelles, non pas de soldats morts en 14-18, mais des compagnons de D'Annunzio lors de son équipée de Fiume (régence de Carnaro). Le pilier central, haut d'une dizaine de mètres, supporte le propre sarcophage de D'Annunzio.
Il est qualifié par les historiens de l'art de style néo-mérovingien, néo-étrusque ou encore fasciste.

### Le musée
Le musée de la Guerre (rebaptisé depuis musée de d'Annunzio héros) contient divers souvenirs (armes notamment) de la Première Guerre Mondiale liés aux actions propagandistes et guerrières de D'Annunzio. Les plus notables sont :
- L'avion biplan SVA, à long rayon d'action (pour l'époque), décoré du lion de Saint Marc vénitien (escadrille San Marco) avec lequel d'Annunzio procéda à un lâcher de tracts au-dessus de Vienne (Volo su Vienna). Il est suspendu par des câbles sous la voûte de l'auditorium intérieur attenant à la Prioria. La galerie supérieure de l'auditorium est décorée de tableaux et de manifestes de l'école futuriste et aéro-futuriste.

- La vedette lance-torpilles MAS 96 à bord de laquelle d'Annunzio participa au raid audacieux (mais sans résultats militaires significatifs) sur le port austro-hongrois de Bakar (action connue en Italie sous le nom de « camouflet de Buccari »), en compagnie des officiers de marine Luigi Rizzo et Costanzo Ciano (le père de Galeazzo Ciano, gendre de Mussolini).

Cette vedette MAS, donnée à D'Annunzio par la Regia Marina, lui a longtemps servi de yacht privé sur le Lac de Garde (Elle était amarrée dans la petite darse privée du Vittoriale couronnée par la tour San Marco, reconstruite en style néo-vénitien par l'architecte Maroni) ; dans les années 1950, les puissants moteurs Isotta Fraschini (très avancés techniquement pour l'époque) ont été retirés et le bateau a été transporté dans un hangar-musée construit dans le parc, et entouré d'une galerie où sont exposées des photos des vedettes MAS en action et de leurs équipages.
Des films d'actualités Luce, tournés dans les années 1920, montrent D'Annunzio et Mussolini naviguant sur le Lac de Garde à bord de la Mas 96 (dont les torpilles et mitrailleuses étaient restées en place).

### Le croiseurPuglia
Le croiseur protégé Puglia entra en service en 1898 dans la Regia Marina. Durant ses premières années de service , il « montre le pavillon » italien sur toutes les mers du globe, jusqu'en Chine et au Japon. Pendant la Première Guerre mondiale, il servit de navire de guerre dans la Mer Adriatique et surtout en Dalmatie où il se retrouva au cœur de l'Incident de Split (1918 à 1920) durant lequel le peuple de cette ville se révolta contre l'occupation italienne. Cette révolte atteignit son point culminant avec l'assassinat du commandant du croiseur Puglia, Tommaso Gulli (1879-1920).
En 1921, le croiseur fut reclassifié comme mouilleur de mines puis, en 1923, il fut donné par la Regia Marina à Gabriele D'Annunzio. Celui-ci l'installa dans le parc du Vittoriale degli italiani après de lourds travaux : En effet, il fallut découper le navire en pièces puis le transporter par train sur 300 km depuis La Spezia. Cette opération, dirigée par l'ingénieur du génie naval Silla Giuseppe Fortunato, nécessita l'utilisation de 20 wagons ferroviaires et de plusieurs camions de l'Armée italienne.
Seule la moitié avant du navire (De 88 mètres de longueur hors-tout à sa sortie de chantier) fut réinstallée à flanc de colline, la partie arrière (machines, chaudières, etc.) fut envoyée à la ferraille, mais une réplique (en pierre de taille, marbre et porphyre) fut construite sur place permettant de conserver les proportions du navire original.
Une fois le croiseur installé dans le parc, la proue du navire fut symboliquement tournée vers la mer Adriatique et la Dalmatie et une figure de proue représentant une Victoire sculptée par Renato Brozzi (1885-1963) fut rajoutée à l'avant. Dans les étages du bas du Puglia est installé, depuis 2002, le Musée du Bord dans lequel sont réunis plusieurs modèles de navire de guerre de l'époque faisant anciennement partie de la collection d'Amédée de Savoie-Aoste (1898-1942), 3e duc d'Aoste et vice-roi d'Éthiopie.
Depuis le croiseur Puglia, il est possible d'admirer la petite vallée formée par les torrents de l'Acquapazza et de l'Acquasavia qui s'unissent pour former le Lac des Danses, en forme de violon. Ce lieu, initialement imaginé par Gabriele D'Annunzio comme un lieu de spectacle, n'a été rouvert qu'au printemps 2013 à la suite de travaux de restauration du réseau hydraulique.

## Galerie de photos

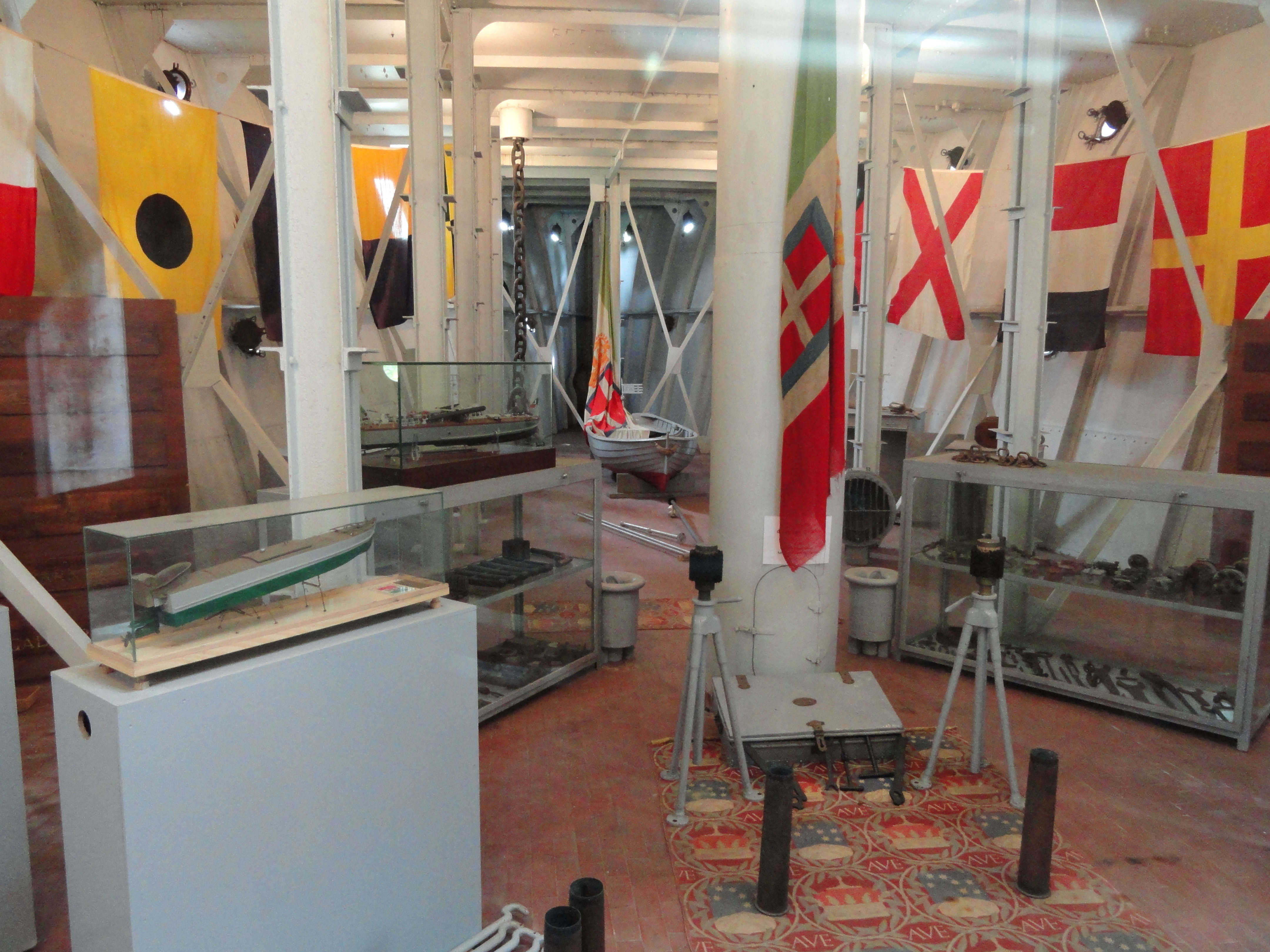
Musée à bord.
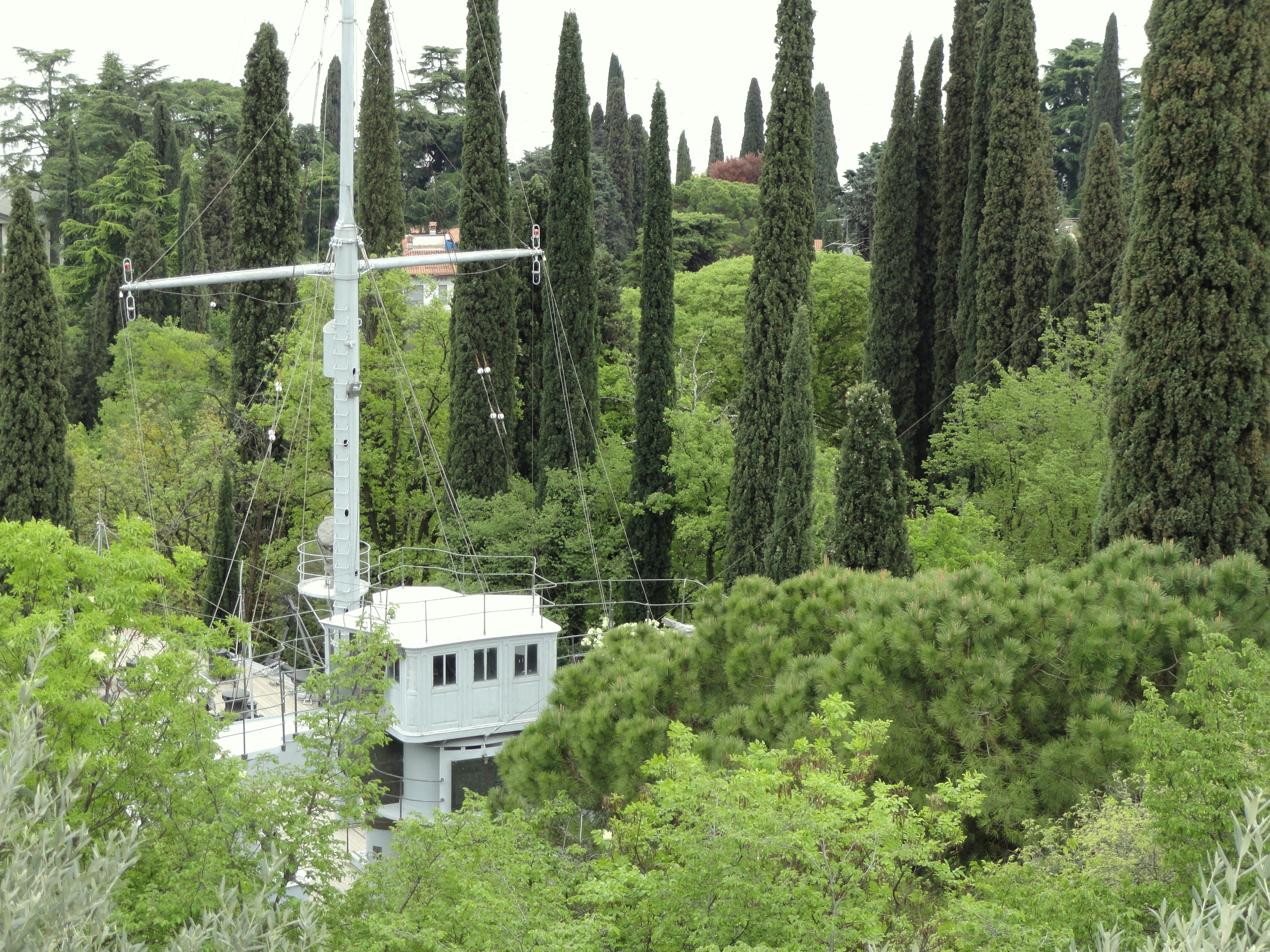
Le Puglia.
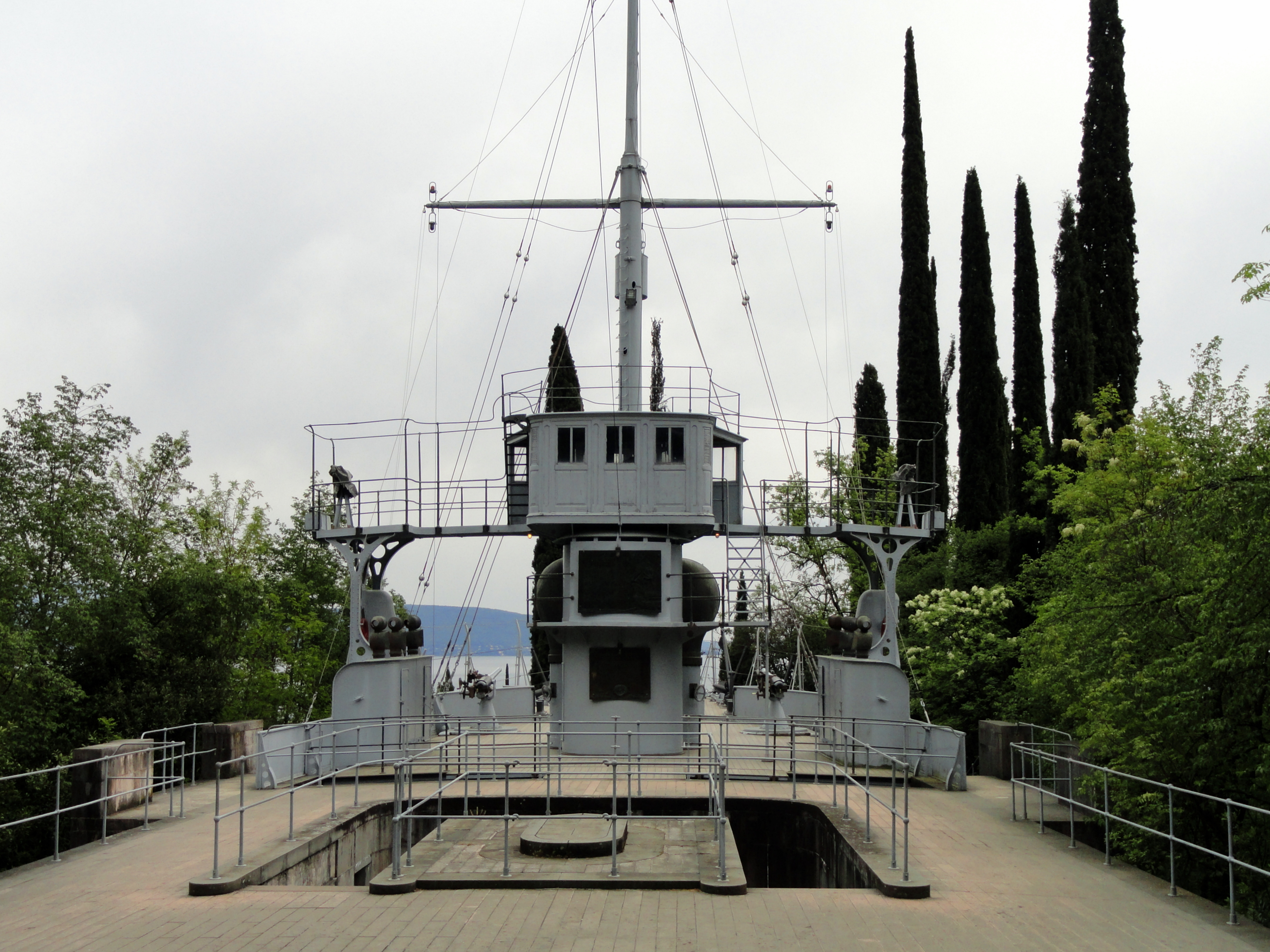
Le Puglia.
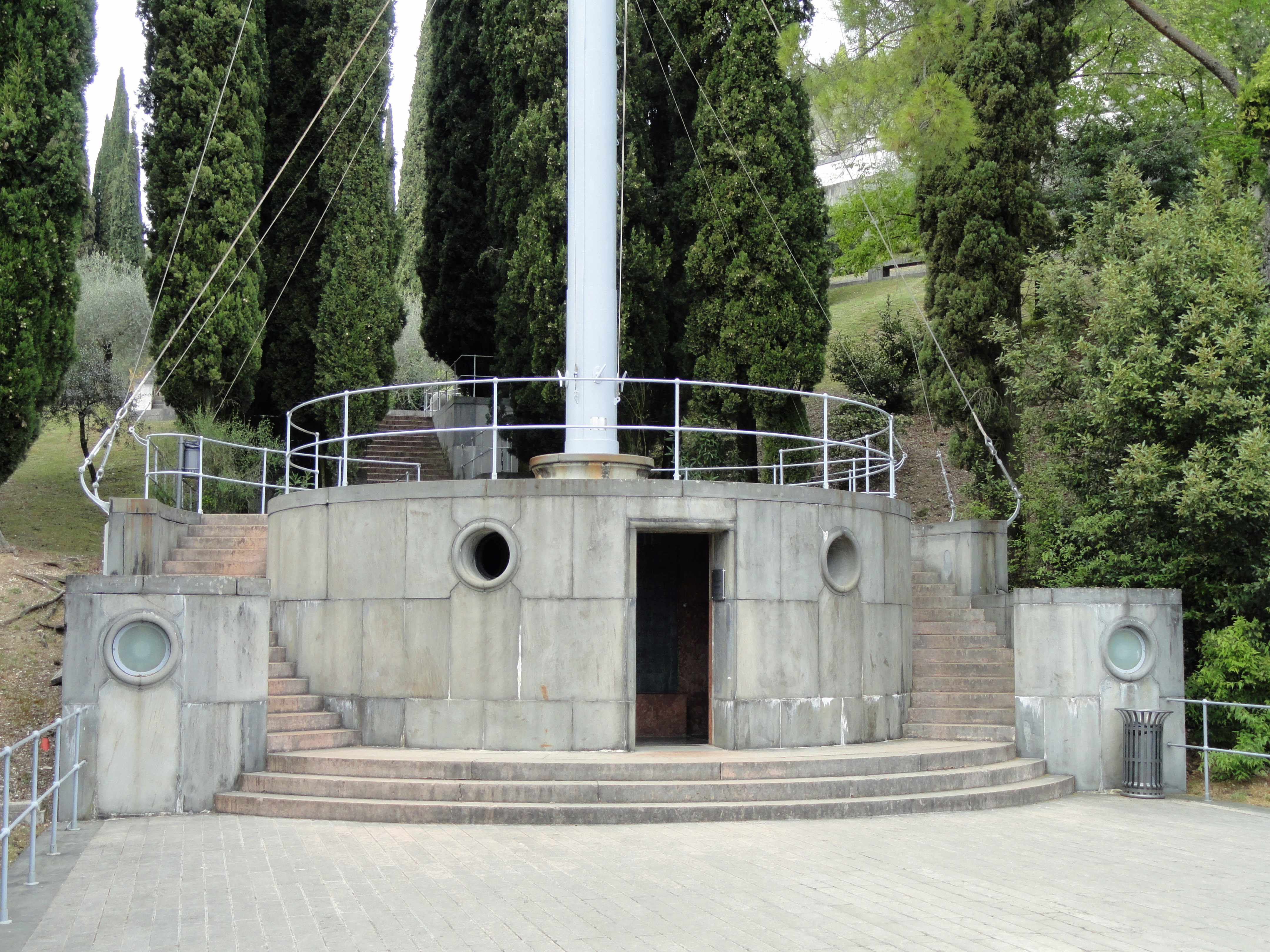
Le Puglia.

## Crédit d'auteurs
- (it) Cet article est partiellement ou en totalité issu de l’article de Wikipédia en italien intitulé « Vittoriale degli italiani » (voir la liste des auteurs).